# Robert Hudson (1er vicomte Hudson)
Robert Spear Hudson, 1er vicomte Hudson, (15 août 1886 - 2 février 1957) est un homme politique du Parti conservateur britannique qui occupe plusieurs postes ministériels pendant la Seconde Guerre mondiale.

## Biographie
Il est le fils aîné de Robert William Hudson qui a hérité de l'importante entreprise familiale de savon et l'a vendue, et de Gerda Frances Marion Bushell. Hudson fait ses études au Collège d'Eton et au Magdalen College d'Oxford. Il entre au service diplomatique en 1911, devenant attaché et premier secrétaire avant d'entrer en politique.
Il a un intérêt particulier pour l'agriculture et est membre du conseil de la Royal Agricultural Society.

## Carrière politique
Hudson est élu député de Whitehaven en 1924 et perd son siège en 1929. En 1931, il est réélu pour Southport. Il occupe plusieurs postes ministériels, devenant conseiller privé en 1938. De 1937 à 1940, Hudson sert dans le département du commerce extérieur.
En 1940, Hudson est nommé ministre de l'Agriculture et de la Pêche, poste qu'il occupe jusqu'aux élections de 1945. De l'avis d' Edward Turnour, 6e comte Winterton, Hudson "était de loin le meilleur des ministres de l'Agriculture dans les deux guerres ... il était déterminé à voir que les agriculteurs et les propriétaires terriens utilisaient chaque acre de sol pour aider à empêcher la nation de mourir de faim. ".
Hudson est créé vicomte Hudson en 1952.